# Karlstraße (Radebeul)
Die Karlstraße ist eine Innerortsstraße in der sächsischen Stadt Radebeul, im Stadtteil Niederlößnitz. Der historische Verbindungsweg verlängert die Moritzburger Straße direkt bis an die Obere Bergstraße. Gleich östlich der Einmündung führt die Burgstraße durch den Bergeinschnitt der Kerbe auf das Hochland von Kötzschenbroda Oberort, direkt westlich der Friedensburg vorbei.
Die Karlstraße wird, zusammen mit der Borstraße und der Moritzburger Straße, im Dehio-Handbuch erwähnt als Beispiel für schönen Villenbestand in der Niederlößnitz.

## Bebauung
Die Benummerung der Hausadressen startet an der Kreuzung Winzerstraße / Moritzburger Straße mit der Nr. 1 auf der Westseite, also links. Von dort laufen die ungeraden Nummern bis zur Nr. 11, die geraden Nummern auf der Ostseite bis zur Nr. 10.
Diverse Kulturdenkmale liegen entlang der Karlstraße und sind daher in der Liste der Kulturdenkmale in Radebeul-Niederlößnitz (A–L) aufgeführt:
- Villa Frieda (Nr. 1), Haus Gotendorf (Nr. 4),[2] Villa Viktoria (Nr. 5), Frenzelsches Haus (Nr. 8) mit denkmalgeschütztem Garten, Villa Meta (Nr. 9), Nr. 10

Gegenüber der Einmündung der Karlstraße in die Obere Bergstraße steht das Haus Obere Bergstraße 64.

## Namensgebung
Der von der Moritzburger Straße geradeaus zum Steinrücken führende Weg war im 16. Jahrhundert als Steinberggäßchen bekannt; um 1600 wurde der Name Steinigtweg verwendet. 
Um 1880 hatte die Straße den Namen Carlstraße, nach 1900 wurde die modernere Form Karlstraße benutzt. Namensgeber war Carl Barthel, ein Anwohner, Gastwirt, Weinhändler sowie 1. Gemeindeältester und Ortsrichter. Ihm gehörte die anliegende Restauration Schweizerhaus.